# Pastinachus
A Pastinachus a porcos halak (Chondrichthyes) osztályának sasrájaalakúak (Myliobatiformes) rendjébe, ezen belül a tüskésrájafélék (Dasyatidae) családjába tartozó nem.

## Rendszerezés
A nembe az alábbi 5 élő faj tartozik:
- Pastinachus ater (Macleay, 1883)
- Pastinachus gracilicaudus Last & Manjaji-Matsumoto, 2010
- Pastinachus sephen (Forsskål, 1775) - típusfaj
- Pastinachus solocirostris Last, Manjaji & Yearsley, 2005
- Pastinachus stellurostris Last, Fahmi & Naylor, 2010